# Prințesa Elisabeta a Greciei și Danemarcei
Prințesa Elisabeta a Greciei și Danemarcei (greacă Πριγκίπισσα Ελισάβετ της Ελλάδας και Δανίας; 24 mai 1904 – 11 ianuarie 1955) a fost a doua fiică a  Prințului Nicolae al Greciei și Danemarcei și a Marii Ducese Elena Vladimirovna a Rusiei.

## Biografie

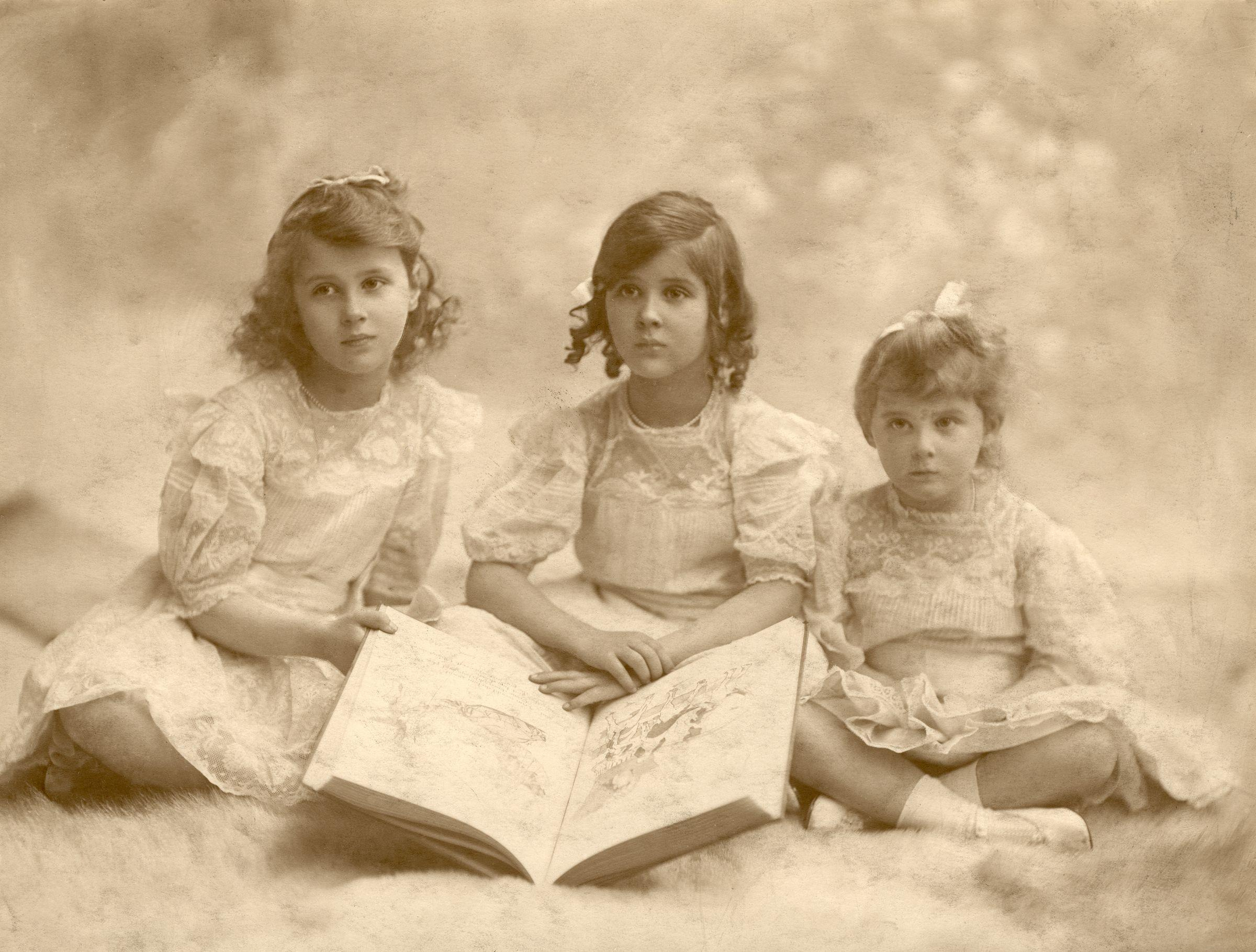
Prințesele Olga, Elisabeta și Marina a Greciei.

Prințesa Elisabeta s-a născut la Atena, Grecia, la 24 mai 1904. Tatăl ei era Prințul Nicolae al Greciei și Danemarcei, al treilea fiu al regelui George I al Greciei. Mama ei era Marea Ducesă Elena Vladimirovna a Rusiei, o nepoată a țarului Alexandru al II-lea al Rusiei.
Ca și surorile ei Olga și Marina, Elisabeta a fost considerată o mare frumusețe. Familia a poreclit-o 'Woolly' din cauza părului ei închis care era mai gros și mai greu de gestionat decât al surorilor ei.
În general familia era săracă și forțată să trăiască în exil de când ea avea 10 ani, în urma răsturnării monarhiei grecești. Mai târziu familia s-a mutat la Paris.
Elisabeta s-a căsătorit cu Contele Carl Theodor de Toerring-Jettenbach, care era cunoscut ca "Toto". Mama lui Carl Theodor era soră cu regina Elisabeta a Belgiei și cu Prințesa Maria Gabriela de Bavaria. Contele Toerring-Jettenbach a fost numit după bunicul său, Karl Theodor, Duce de Bavaria. Elisabeta și Carl Theodor au avut doi copii:
- Contele Hans Veit Kaspar Nikolaus de Toerring-Jettenbach, născut la 11 ianuarie 1935
- Contesa Helene Marina Elisabeth de Toerring-Jettenbach, născută la 20 mai 1937

Elisabeta a murit de cancer la 11 ianuarie 1955 la München la vârsta de 50 de ani.